# Pandanus amaryllifolius
El pandano o pandán (Pandanus amaryllifolius) es una planta tropical en el género Pandanus que se conoce comúnmente como pandano y es utilizada ampliamente en el Sureste Asiático en la cocina como saborizante. 
La planta es rara en la naturaleza pero es ampliamente cultivada. Es una planta erecta verde con conjunto de hojas largas y delgadas organizadas en forma de abanicos y raíces leñosas aéreas. La planta es estéril, florece muy raramente, y se propaga por esquejes.

## Uso en la gastronomía
En Bangladés, se la llama Ketaki, junto con otras variedades de pandano que hay allí (Pandanus fascicularis), y es utilizada para realzar el sabor del pulao, biryani y el pudín dulce de arroz y coco, payesh. Es llamado pandan wangi en Indonesia, soon-mhway en birmano, y lá dứa en vietnamita.
Las hojas se utilizan frescas o marchitas, y se las puede conseguir congelada en las tiendas asiáticas en naciones donde la planta no crece. Tienen fragancia a nuez que realza el sabor de las comidas de Indonesia, Singapur, Filipinas, Malasia, Tailandia, Bangladés, Vietnam, y Birmania, especialmente los platos de arroz y pasteles.
Las hojas a veces son empapadas en leche de coco, que luego es agregada al plato. Las hojas pueden ser atadas y cocinadas junto con la comida. También pueden ser tejidas para armar una cesta que es utilizada como recipiente para cocinar arroz. El pastel de pandano, o gai ob bai toey, es un plato tailandés con pollo envuelto en hojas de pandano y frito. Las hojas también son utilizadas para saborizar postres como el pastel de pandano y bebidas dulces.
El aroma característico del pandano es causado por el compuesto aromático 2-acetil-1-pirrolina que también le da al pan blanco, arroz jazmín y arroz basmati sus aromas característicos. En las tiendas es posible comprar extracto embotellado de pandano, pero a menudo contiene colorante artificial de alimentos de color verde. Las hojas tienen un efecto repelente de cucarachas.